# Mago (Dungeons & Dragons)
Nel gioco di ruolo fantasy Dungeons & Dragons, il mago (Wizard nella versione originale in inglese) è una delle classi base descritte nel Manuale del Giocatore. Un mago è tipicamente definito come un individuo caratterizzato dalla scarsa prestanza fisica e dalla mediocre abilità in combattimento ma molto intelligente che studia i poteri della magia arcana e che quindi, dopo un certo periodo di apprendimento, è in grado di manipolarla.

## Archetipo
Quelle illustrate di seguito sono le tipiche connotazioni dell'archetipo di mago come descritto nei manuali base di D&D, in cui l'ambientazione di riferimento è Greyhawk. La creazione di differenti ambientazioni e la fantasia di giocatori e dungeon master hanno, nel tempo, evoluto questo modello facilmente accomunabile al "classico" mago fantasy (come ad esempio Merlino), creando figure anche molto lontane dall'archetipo.
Il punto di forza del mago è la capacità di usare la magia. Tuttavia i maghi non vedono se stessi solo come semplici esecutori di incantesimi, ma soprattutto come filosofi, inventori e scienziati che tentano di conoscere gli aspetti più reconditi e i segreti inviolabili delle leggi naturali che per la gente comune sono sconosciuti e inesplorati. Lo studio, per volontà del mago stesso, a volte perso nel desiderio di incrementare la sua potenza ed accrescere la sua conoscenza, assorbe la maggior parte del suo tempo; non ha quindi la possibilità di imparare a brandire efficacemente armi ed indossare armature. Per questo il mago dovrebbe tatticamente cercare di evitare il combattimento corpo a corpo - rischio che invece un guerriero affronta con coraggio - rimanendo il più lontano possibile dalla mischia, in modo da poter aiutare i suoi alleati con la magia restando al sicuro.
Per poter diventare mago, il personaggio deve trovare qualcuno in grado di istruirlo, cosa spesso assai difficoltosa: i maghi sono normalmente restii a divulgare le loro conoscenze e i loro arcani segreti, anche se un mago di alto livello potrebbe, dietro un lauto compenso in monete d'oro, decidere di prendere con sé un apprendista. Altrimenti è possibile rivolgersi ad una scuola di magia, rari e costosi istituti che spesso preferiscono gli studenti più ricchi anziché quelli più meritevoli. Al termine di lunghi anni di intenso studio il mago acquisisce i primi rudimenti della magia arcana; l'apprendista scrive le formule e quali componenti sono necessari per lanciare gli incantesimi che gli vengono insegnati sul  "libro degli incantesimi", un voluminoso tomo vergato in linguaggio magico, sulle cui pagine ancora intonse riporterà gli incantesimi che imparerà nel corso della sua vita. Ma per lanciare gli incantesimi più potenti è necessaria molta esperienza, che non può essere insegnata fra le mura di una scuola; ecco perché, accompagnati dalla bramosia di conoscenza, molti maghi diventano avventurieri. Oltre a poter lanciare incantesimi il mago ha altre capacità tipiche, come quella di riconoscere e saper utilizzare varie tipologie di oggetti magici, di ricercare nuovi incantesimi e creare artefatti magici più o meno potenti come una pergamena con inscritto un incantesimo arcano, una pozione d'invisibilità, una bacchetta magica, un anello con cui evocare un elementale, una spada con la lama ricoperta di fuoco magico o una corazza a scaglie che dona resistenza alla magia.
Il mago è tipicamente vestito con una comoda tunica colorata con ampie maniche lunga fino ai piedi e un cappello appuntito a tese larghe; d'inverno l'abito è di tessuto più pesante e corredato da un cappuccio e un mantello sulle spalle. I maghi nobili e i più ricchi possono avere tuniche finemente lavorate e di materiale pregiato. Non di rado è accompagnato da un famiglio, cioè un piccolo compagno ai suoi ordini come un corvo, un gatto, un gufo o un serpente. Il famiglio non è un semplice animale, ma una creatura magica che possiede capacità speciali che possono risultare davvero utili al mago. Molto spesso fra mago e famiglio si instaura un rapporto di complicità che può evolvere nel tempo in una profonda amicizia.
La tipica dimora del mago è una torre isolata situata appena al di fuori di un centro abitato. Una torre rappresenta un edificio ben riconoscibile: chiunque abbia la malsana idea di chiedersi chi abita in un edificio tanto strano non può che rispondersi: "un mago!". Oltre che salvare la vita al malcapitato, la distinzione architettonica permette al mago di non venire disturbato inutilmente, preservando così il suo "prezioso" tempo. La lontananza da case e fattorie in cui vive la gente comune si rende necessaria affinché gli abitanti possano tollerare la presenza quotidiana di un mago: con finestre perennemente illuminate da tremolante luce magica e improvvisi bagliori notturni accompagnati da forti rombi che rompono il silenzio della campagna circostante è molto facile spaventarsi. Ma un mago non può rinunciare ai suoi esperimenti, compiuti fra pile di libri e incartamenti ingialliti. E la paura tiene lontano gli incauti.

## Cambiamento nella storia di D&D

### Original D&D
La classe è introdotta già nella prima edizione del gioco. Solo gli umani vengono ritenuti in grado di diventare maghi; fra le motivazioni, la naturale resistenza alla magia di alcune razze. Anche gli elfi, che in questa edizione sono guerrieri in grado di lanciare incantesimi (un elfo è multiclasse guerriero/mago), possono manipolare la magia arcana, ma non possono raggiungere lo stesso livello di esperienza di un umano. Oltre alla capacità speciale di lanciare incantesimi selezionabili dalla lista di incantesimi per maghi, può creare oggetti magici spendendo tempo e denaro. Ma un mago, rispetto alle altre classi, è un personaggio debole (ha pochi punti ferita), vulnerabile, che necessita di protezione per sopravvivere, poiché la sua abilità in combattimento è scarsa e può solo utilizzare un pugnale come arma e non può indossare alcuna armatura. Questo almeno finché non accumula un po' di esperienza: ad alti livelli il mago può diventare la classe più potente del gioco. Come in tutte le edizioni di D&D, l'Intelligenza è una caratteristica molto importante per il mago. Con il supplemento Eldritch Wizardry un mago può possedere dei poteri psionici a scapito però della possibilità di memorizzare incantesimi. In base al livello di esperienza al mago vengono assegnati dei titoli, come, ad esempio, "Medium" al livello 1; questi titoli verranno poi parzialmente riutilizzati nell'AD&D Prima Edizione di Gygax. Curiosamente, nella quarta revisione di D&D Base i titoli "Theurgist" e "Thaumaturgist", assegnati rispettivamente ai livelli 4 e 5, verranno ignorati, forse perché, a parere di Mentzer, più opportuni ad un guaritore, essendo la teurgia una descrizione di pratiche magiche fatte con l'intenzione di invocare l'atto di una divinità, e la taumaturgia una branca della magia legata a fenomeni simili ai miracoli. 

### AD&D Prima Edizione
Per poter essere un mago il personaggio deve avere almeno 9 come punteggio di intelligenza e 6 di destrezza, nonché essere di razza umana, mezzelfica o elfica, anche se solo gli umani non hanno limitazioni nel livello massimo raggiungibile. A partire da questa edizione l'allineamento dipenderà dalla classe e non dalla razza: il mago può essere di qualsiasi allineamento. Per la prima volta è possibile ottenere un famiglio, evocandolo con l'incantesimo Find Familiar, di primo livello. Il Mago ha una sottoclasse costituita da un mago specializzato in incantesimi di illusione: l'Illusionista, accessibile ad umani e gnomi con almeno 15 di Intelligenza e 16 di Destrezza; gli gnomi hanno una limitazione di livello massimo. L'illusionista ha una propria lista di incantesimi, i quali sono più potenti rispetto a quelli di un normale mago; ma, per contro, ha delle forti limitazioni nell'uso e nella creazione di artefatti magici. Le combinazioni multiclasse consentite riguardanti il mago sono:
- Elfo e mezzelfo
  - Guerriero/mago
  - Guerriero/mago/ladro
  - Mago/ladro
- Gnomo
  - Guerriero/illusionista
  - Illusionista/ladro

Oltre al pugnale il mago può utilizzare anche il bastone e dardi con cui colpire il nemico a distanza.
Al mago e all'illusionista possono essere assegnati dei titoli in base al livello:
| Livello | Titolo                         | Titolo                         |
| Livello | Mage                           | Illusionist                    |
| ------- | ------------------------------ | ------------------------------ |
| 0       | Neophyte, Initiate, Apprentice | Neophyte, Initiate, Apprentice |
| 1       | Prestidigitator                | Prestidigitator                |
| 2       | Evoker                         | Minor Trickster                |
| 3       | Conjurer                       | Trickster                      |
| 4       | Theurgist                      | Master Trickster               |
| 5       | Thaumaturgist                  | Cabalist                       |
| 6       | Magician                       | Visionist                      |
| 7       | Enchanter                      | Phantasmist                    |
| 8       | Warlock                        | Apparitionist                  |
| 9       | Sorcerer                       | Spellbinder                    |
| 10      | Necromancer                    | Illusionist                    |
| 11      | Wizard                         | Illusionist (11th level)       |
| 12      | Wizard (12th level)            | Illusionist (12th level)       |

#### Unearthed Arcana
In questo supplemento vengono introdotti per il mago i "trucchetti" (cantrips), semplici incantesimi, considerati di livello 0, che solitamente vengono insegnati agli apprendisti durante i primi anni di studio. Questi incantesimi rappresentano più che altro un ottimo spunto per un buon gioco di ruolo più che un'utilità dal punto di vista della sopravvivenza del mago stesso; alcuni esempi: 
- Clean consente di eliminare dalle superfici anche lo sporco più ostinato.
- Dust elimina la polvere, che però potrà ridepositarsi.
- Freshen dona nuova freschezza ai cibi vecchi (la componente verbale è un "mmmmmmm" prolungato).
- Gather è utile per radunare piccoli oggetti sparpagliati come monete, noccioline o pergamene.
- Polish lucida perfettamente superfici in metallo, legno o pietra.
- Salt sparge nel punto desiderato la giusta quantità di sale, Spice un po' di spezie, Sweeten invece zucchero o miele.
- Yawn obbliga un nemico a sbadigliare.[6]

### D&D Base

#### Quarta revisione
In questa versione del gioco il mago è una delle classi base "umane", cioè indissolubilmente legate alla razza umana, poiché le altre razze "standard" come, ad esempio, il Nano, sono classi base "semiumane". Non vi sono requisiti minimi nei valori delle caratteristiche per accedere alla classe. L'unica arma permessa è il pugnale ma, se il dungeon master lo consente, può utilizzare anche armi comunque semplici come bastone, cerbottana, frusta o fionda. Raggiunto il nono livello, dove il mago riceve il titolo di "wizard" (o "maga" per le maghe), il giocatore dovrebbe decidere cosa far diventare il suo personaggio:
- un magus, se vuole che rimanga un avventuriero errante aggregato a qualche compagnia d'avventura o al comando di un gruppo di mercenari.
- un mago indipendente, se vuole che si costruisca una torre per rimanervi stabilmente, con magari un dungeon al di sotto di essa.
- un magist, se vuole che rimanga al servizio di qualche nobile, governante o cittadino ricco.[7][8]

Al mago vengono assegnati dei titoli in base al livello:
| Livello | Titolo                                  |
| ------- | --------------------------------------- |
| 1       | Medium (Medium)                         |
| 2       | Veggente (Seer)                         |
| 3       | Evocatore (Conjurer)                    |
| 4       | Maliardo (Magician)                     |
| 5       | Incantatore (Enchanter)                 |
| 6       | Fattucchiere (Warlock)                  |
| 7       | Stregone (Sorcerer)                     |
| 8       | Negromante (Necromancer)                |
| 9       | Mago (Wizard)                           |
| 10      | Mago di 10º livello (10th Level Wizard) |

### AD&D Seconda Edizione
In questa edizione le classi base vengono suddivise in gruppi in base a delle caratteristiche comuni come Dado Vita, tabella dei punti esperienza e dei tiri salvezza; il mago è inserito fra gli "esperti di magia", ovvero coloro che hanno in comune la capacità di manipolare la magia arcana e costruire oggetti magici, assieme agli specialisti (che comunque rimangono classi opzionali a discrezione del DM). Mentre l'unico requisito richiesto per essere un mago è avere 9 come punteggio di Intelligenza, per essere specialisti, oltre che il suddetto requisito, è necessario soddisfarne altri molto più severi che, oltre a prevedere punteggi minimi nelle caratteristiche, interessa anche la razza. Ad esempio, per essere un Necromante il personaggio deve avere almeno 16 in Saggezza ed essere esclusivamente di razza elfica, mentre un illusionista deve avere 16 in destrezza ed essere umano o gnomo (vista l'innata affinità con questo tipo di magia, è l'unica razza che anche non potendo essere mago può essere uno specialista). Le scuole di magia (vedi più sotto) sono in totale nove, otto maggiori e una minore, dato che Divinazione è divisa in Minore e Maggiore. Rispetto ad AD&D Prima Edizione è stata aggiunta per il mezzelfo una combinazione multiclasse riguardante il mago, cioè Guerriero/Mago/Chierico.

### D&D Terza Edizione (3.0)
Il cambiamento più rilevante è sicuramente quello che riguarda la possibilità di utilizzare armi ed armature senza alcuna restrizione; questo significa che un mago può indossare armature pesanti e brandire spade o lance utilizzando uno scudo, se lo desidera. Però naturalmente questo influenza la sua capacità di lanciare incantesimi, anche se diventa competente nell'uso di quella particolare arma o armatura: l'agilità necessaria per compiere i gesti mistici sarà compromessa poiché l'ingombrante corazza li ostacola e le mani non saranno libere per poterli compiere; tutto ciò si traduce in un'alta probabilità che il mago fallisca pericolosamente l'incantesimo rendendo, di fatto, inutile il suo principale privilegio di classe. Ad ogni modo esistono talenti in grado di annullare in parte o totalmente tali difficoltà. Come in AD&D2ed, un mago può decidere di specializzarsi in una scuola di magia. Da non confondere con gli istituti in cui si insegna la magia arcana, le scuole di specializzazione (o, più genericamente, di magia) sono raggruppamenti di incantesimi in base ad un tema comune (gli incantesimi non appartenenti a nessuna scuola sono chiamati "universali"), e rappresentano il campo di studio del mago. Un mago può, se lo desidera, specializzarsi in una di esse (la scelta deve essere fatta al momento della creazione del personaggio), diventando così uno specialista; in particolare, avrà il vantaggio di poter preparare più incantesimi rispetto ad un mago non specializzato, ma gli sarà proibito imparare gli incantesimi di alcune scuole (dette "opposte"). In D&D3ed le scuole di specializzazione sono otto:
- Abiurazione: incantesimi che proteggono, bloccano o bandiscono. Lo specialista viene chiamato abiuratore.
- Ammaliamento: incantesimi che pervadono la vittima o la assoggettano al volere del mago. Lo specialista viene chiamato ammaliatore.
- Divinazione: incantesimi che rivelano informazioni. Lo specialista viene chiamato divinatore.
- Evocazione: incantesimi che portano al mago creature o materiali. Lo specialista viene chiamato evocatore.
- Illusione: incantesimi che alterano la percezione o creano false immagini. Lo specialista viene chiamato illusionista.
- Invocazione: incantesimi che manipolano l'energia o creano qualcosa dal nulla. Lo specialista viene chiamato invocatore.
- Necromanzia: incantesimi che manipolano la vita e la morte. Lo specialista viene chiamato necromante.
- Trasmutazione: incantesimi che trasformano la vittima. Lo specialista viene chiamato trasmutatore.

Anche un mago di basso livello è competente in alcune armi semplici da mischia quali bastone ferrato, pugnale, randello e a distanza come la balestra (sia leggera che pesante). In questa edizione il famiglio è un privilegio di classe, ottenibile spendendo un po' di tempo e poche monete d'oro. Con l'introduzione nella meccanica di gioco del sistema di abilità e talenti il mago acquisisce il tipico talento da incantatore Scrivere pergamene, che gli consente di creare una pergamena con vergato uno degli incantesimi che conosce in modo tale da poterlo lanciare anche senza averlo memorizzato in quel momento. Inoltre, dopo aver accumulato un certo numero di punti esperienza, guadagna un talento addizionale che deve però essere di metamagia o di creazione oggetto, ed è l'unica classe che può prendere il talento Padronanza degli incantesimi. Un personaggio mago può scegliere il Draconico come linguaggio bonus anche se non è previsto nella lista della razza. Alcune classi di prestigio sono indirizzate ai maghi come, ad esempio, il Maestro del sapere o l'Arcimago. 

#### D&D 3.5
Con la revisione, la scelta delle due scuole di specializzazione opposte avviene senza obblighi, con l'eccezione del fatto che la scuola di Divinazione non può mai essere scelta come scuola proibita.

### D&D 4E
Con la nuova versione, scompaiono le scuole di specializzazione e le relative limitazioni. La standardizzazione dei poteri di classe rende molto più lineare la meccanica del lancio di un incantesimo, rendendo anche più veloce l'offesa grazie all'eliminazione dei turni di preparazione. Resta necessario preparare gli incantesimi prima di un riposo per poterli usare.

## Ambientazioni

### Forgotten Realms
La magia è diffusa praticamente in tutte le terre conosciute che fanno parte dell'ambientazione. Nel Faerûn, un mago è in grado di manipolare la Trama, ovvero l'essenza stessa della dea Mystra. La magia arcana gioca un ruolo così importante nella società da essere chiamata comunemente "l'Arte". Il modo più semplice per imparare l'Arte è quella di rivolgersi ad un mago di alto livello, almeno nel nord del continente, dove fino a poco tempo fa le università della magia erano inesistenti. Qualche tentativo di edificarne e gestirne una fu fatto, ma con risultati disastrosi; qualche "forza" (probabilmente che teme il passato, vista l'esperienza dell'impero caduto di Netheril che ha conseguenze negative ancora oggi) non vuole che ciò avvenga. Attualmente sono estremamente rare e comunque piccole, come quella di Silverymoon nelle Marche d'Argento. Nel sud invece le università della magia sono grandi e diffuse, come in Halruaa, la terra dei maghi e delle navi volanti. Comunque non è facile diventare un mago; il percorso è lungo, arduo e sempre costoso, e sono pochi gli individui che nascono con le attitudini psicofisiche necessarie. Mentre sono pochi i maghi veramente esperti, i quali generalmente occupano posizioni di potere, i maghi di basso livello si possono trovare un po' ovunque, più spesso al servizio di mercanti o nobili nella posizione di saggi e consiglieri. I più coraggiosi sono avventurieri, i cui libri straripanti di incantesimi sconosciuti sono fra i bottini più ambiti dagli altri maghi e da chi vuole fare un po' di soldi in fretta; altri maghi si dedicano alla produzione e al commercio di artefatti magici. Gli specialisti sono molto meno comuni rispetto ai maghi normali poiché prima del Periodo dei Disordini erano pressoché inesistenti. In alcune zone i maghi governano in magocrazie, come nella regione di Thay. La gente comune non riesce a distinguere fra un mago e uno stregone, che chiama indistintamente "magio". A volte un contadino o un cittadino curioso può incappare in uno strano simbolo luminoso che sembra apparso dal nulla, come fosse un monito a protezione di un particolare luogo: il buon senso consiglia di non tentare di sfidare la runa magica di un mago. Fra i personaggi degni di nota alcuni sono importanti maghi, come Elminster, Szass Tam (il Mago Rosso più influente), Alustriel Silverhand e Talatha Vaerovree, l'attuale Magister.